# Пийт Треуавас
Пийт Треуавас (на английски: Pete Trewavas) е британски рокмузикант – баскитарист, роден през 1959 година, член на прогресив рок групата Мерилиън.

## Биография и кариера
Пийт Треуавас е роден на 15 януари 1959 година в Мидълзбро, Северен Йоркшър. Въпреки че е роден в северна Англия, той прекарва голяма част от детството си в Ейлсбъри, Бъкингамшър. Тук започва и музикалната му кариера, като член на няколко групи, най-успешна от които е The Metros.
Присъединява се към Мерилиън през 1982 година, на мястото на Диз Минит. Треуавас участва във всички издадени от Мерилиън произведения. Освен на бас китара, изпълнява и пасажи на акустична китара в някои песни на групата. Композира и партии за клавишните инструменти в страничните си проекти.
През 2000-те, успоредно с работата си с Мерилиън, Пийт Треуавас се включва към прогресив рок супергрупата Трансатлантик, сформирана от Нийл Морз (Спокс Бърд) и Майк Портной (Дрийм Тиътър). През 2004 година, той е сред основателите на група Кино, друг страничен проект с участието на Джон Мичел (Арена) и Крис Мейтлънд (екс – Прокупайн Трий).
Треуавас участва в „Прог Ейд“ – благотворителен проект, организиран за набиране на средства за пострадалите от причиненото цунами от земетресението в Индийския океан през 2004 година. Той е гост-музикант в албума „The Difference Machine“ (2007) на английската прогресив група Биг Биг Трейн.

## Оборудване
- Laney Amplification и Ibanez Bass Guitars
- Laney B2 power amp & cabinets
- Laney RWB300 Combo
- Ibanez RDB Bass
- Fender Precision Bass
- Fender Jazz Bass
- Squier Precision Bass
- Squier Jazz Bass
- Rickenbacker 12-string + Bass Double-neck guitar
- Elites stadium series 45 – 105 strings
- TC Electronic D-Two multi-tap rhythm delay processor
- Various Boss effects pedals: Delay, EQ, Chorus, Distortion, Octaver
- Sennheiser wireless system
- Roland PD5 Bass Pedals Controller

## Любими албуми[1]
- „Revolver“ – Бийтълс
- „Close to the Edge“ – Йес
- „Live“ – Дженезис
- „Meddle“ – Пинк Флойд
- „Crime of the Century“ – Супертрамп
- „Katy Lied“ – Стийли Дън
- „Woodface“ – Кроудид Хаус
- „Inside Out“ – Тюбс
- „Whatever and Ever Amen“ – Бен Фолдс Файв